# برونو ونتورینی
برونو ونتورینی (به ایتالیایی: Bruno Venturini) بازیکن فوتبال و اهل ایتالیا است که از سال ۱۹۳۶ میلادی عضو تیم ملی فوتبال ایتالیا بوده و در ۴ بازی ملی حضور داشته‌است. او در بازی‌های ملی‌اش ۲ گل دریافت کرد.
برونو ونتورینی آخرین بازی ملی خود را در سال ۱۹۳۶ میلادی انجام داد.